# Wishek
Wishek è un centro abitato (city) degli Stati Uniti d'America, situato nella Contea di McIntosh, nello Stato del Dakota del Nord. Nel censimento del 2000 la popolazione era di 1.122 abitanti. La città è stata fondata nel 1898.

## Geografia fisica
Secondo i rilevamenti dell'United States Census Bureau, la località di Wishek si estende su una superficie di 3,80 km², tutti occupati da terre.

## Popolazione
Secondo il censimento del 2000, a Wishek vivevano 1.122 persone, ed erano presenti 290 gruppi familiari. La densità di popolazione era di 298 ab./km². Nel territorio comunale si trovavano 532 unità edificate. Per quanto riguarda la composizione etnica degli abitanti, il 98,84% era bianco, lo 0,18% era nativo e lo 0,09% proveniva dall'Oceano Pacifico. Lo 0,09% apparteneva ad altre razze, mentre lo 0,80% a due o più razze. La popolazione di ogni razza ispanica corrispondeva all'1,52% degli abitanti.
Per quanto riguarda la suddivisione della popolazione in fasce d'età, il 18,2% era al di sotto dei 18, il 5,0% fra i 18 e i 24, il 18,4% fra i 25 e i 44, il 19,8% fra i 45 e i 64, mentre infine il 38,6% era al di sopra dei 65 anni di età. L'età media della popolazione era di 54 anni. Per ogni 100 donne residenti vivevano 82,4 maschi.